# سفيان داني
سفيان داني (بالإنجليزية: Sofiane Dani)‏ مذيع، مقدم برامج ومنتج جزائري من مواليد 27 سبتمبر 1971. بداياته كانت في الإذاعة عام 1996 وتعرف عليه الجمهور من خلال إذاعة البهجة، اين بدا بث برنامج «توب البهجة» عام 1997، بدايته التلفزية عام 1998 تحت إدارة المخرج نور الدين تيفورة في برنامج «ابتسامة» إلى جانب صالح أوقروت.

## الأعمال

### الإذاعة
- 1996: توب البهجة، إذاعة البهجة

### التلفزيون
| السنة     | الاسم              | النوع          | القناة                    |
| --------- | ------------------ | -------------- | ------------------------- |
| 1998      | إبتسامة            |                | التلفزيون الجزائري        |
| 1999      | زينة العدة         |                | التلفزيون الجزائري        |
| 2000      | ستيل فن            |                | التلفزيون الجزائري        |
| 2004      | الصراحة راحة       | برنامج حواري   | التلفزيون الجزائري        |
| 2008 2011 | دزاير شو           | برنامج حواري   | التلفزيون الجزائري        |
| 2011      | مرة هنا مرة لهيك   | برنامج رياضي   | التلفزيون الجزائري        |
| 2012      | سفيان شو           | برنامج حواري   | الشروق تي في              |
| 2012 2015 | المستشفى الكبير    | ترفيه          | نسمة، الشروق تي في        |
| 2014      | عملية طاي طاي      | كاميرا خفية    | كا بي سي (قناة تلفزيونية) |
| 2015      | أدي ولا خلي        | برنامج مسابقات | الشروق تي في              |
| 2015      | الرهائن            | كاميرا خفية    | الشروق تي في (تم توقيفه)  |
| 2017      | Vendredi ماشي عادي | ترفيه          | الشروق تي في              |